# Isa Pola
Isa Pola, geboren als Maria Luisa Betti di Montesano (* 19. Dezember 1909 in Bologna; † 17. Dezember 1984 in Mailand) war eine italienische Schauspielerin, ein Leinwandstar der Mussolini-Ära.

## Leben
Maria Luisa di Montesano wurde als 16-Jährige entdeckt und noch zu Stummfilmzeiten erstmals vor die Kamera geholt. Nach einer Reihe von Nebenrollen erhielt sie in Nunzio Malasommas „La telefonista“ 1932 ihre erste Hauptrolle. In der Folgezeit spielte Isa Pola in recht unterschiedlichen Stoffen tragende Charaktere, 1932/33 auch unter der Regie des deutschen Avantgardisten Walter Ruttmann („Acciaio“).
Obwohl schon in 1930er und frühen 1940er Jahre ein populärer Leinwandstar, gab ihr erst Luchino Visconti 1943 mit der Ehebrecherin in seinem Melodram „I bambini ci guardano“ auch eine schauspielerisch fordernde Filmrolle. Isa Polas prominente Position im Kino zur Zeit des Faschismus und ihr als arg antiquiert angesehener Darstellungsstil ließ ihre Filmkarriere nach einer Reihe von Nebenrollen Ende der 50er Jahre ausklingen. Danach sah man sie nur noch sporadisch in Fernsehproduktionen.
Isa Pola hat auch Theater gespielt, Erfolge feierte sie vor allem mit venezianischen Dialektstücken.

## Filmografie
- 1926: I martiri d’Italia
- 1927: Boccacesca
- 1929: Myriam
- 1930: La canzone dell’amore
- 1930: Terra madre
- 1931: L’ultima avventura
- 1932: La cantante dell’opera
- 1932: Wally
- 1932: La telefonista
- 1933: Arbeit macht glücklich (Acciaio)
- 1933: Ragazzo
- 1934: Creature della notte
- 1934: L’albergo della felicità
- 1935: Le scarpe al sole
- 1936: L’anonima Roylott
- 1937: Sono stato io !
- 1937: Gli uomini non sono ingrati
- 1938: La vedova
- 1939: Santuzza (Cavalleria Rusticana)
- 1939: Die gläserne Brücke (Il ponte di vetro)
- 1940: Lucrezia Borgia (Lucrezia Borgia)
- 1941: Karawane (Una signora dell’ovest)
- 1942: I bambini ci guardano
- 1943: Il paese senza pace
- 1943: Circo equestre Za-Bum
- 1946: Stürme der Leidenschaft (Furia)
- 1949: Margherita da Cortona
- 1950: La rivale dell’imperatrice
- 1950: Angelo und der Zufall (Angelo tra la folla)
- 1951: Ombre sul Canal Grande
- 1951: Hemmungslos – Drei verbotene Geschichten (Tre storie proibite)
- 1952: Die Königin von Saba (La regina di Saba)
- 1952: Il moschettiere fantasma
- 1953: La figlia del forzato
- 1955: Primo giorno di primavera (Fernsehfilm)
- 1957: Liebe und Geschwätz (Amore e chiacchere)
- 1957: Il ladro sono io (Fernsehfilm)
- 1958: La spada di Damocle (Fernsehfilm)
- 1958: Valentina (Fernsehfilm)
- 1959: Veder grande (Fernsehfilm)
- 1970: Come un uomo e una donna (Fernsehfilm)